# Cymatella
Cymatella là một chi nấm trong họ Marasmiaceae. Chi này chứa 4 loài được tìm thấy ở Antilles.